# Arnold z Brescie

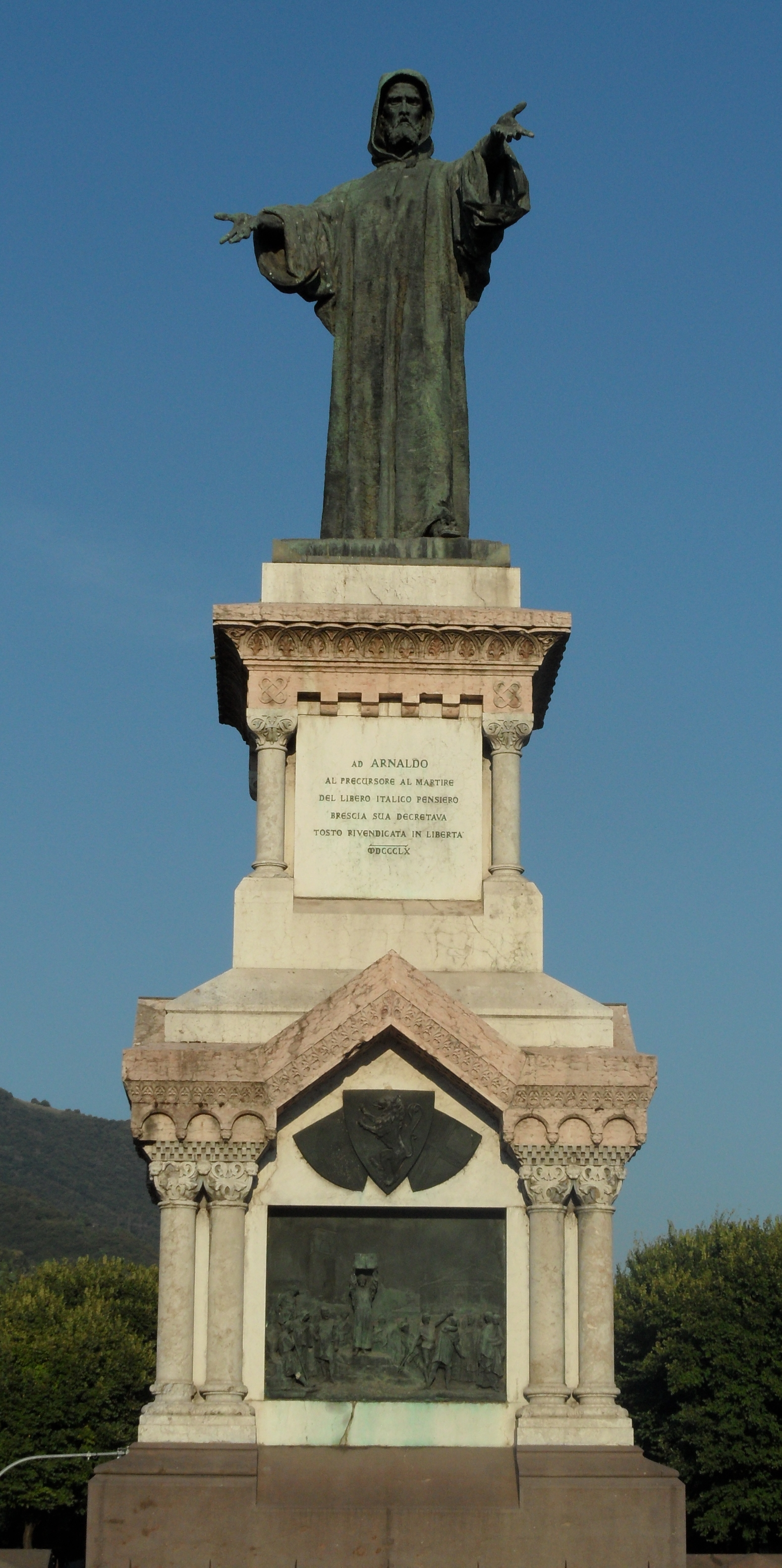
Arnoldův památník v Brescii, Itálie

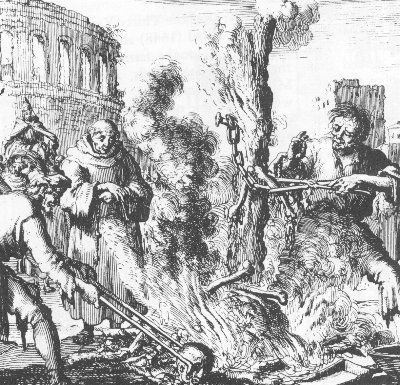
Spálení ostatků Arnolda z Brescie

Arnold z Brescie (italsky Arnaldo da Brescia; asi 1100 Brescia – 1155 Řím) byl italský kazatel, žák Abélardův, náboženský a politický reformátor, vůdce protipapežského povstání v Římě.

## Život a učení

### Studium a první kazatelská činnost
Narodil se asi v roce 1100  v Brescii. Pocházel z měšťanské rodiny a byl ve svém rodišti svědkem střetnutí biskupských nároků s městskou vládou, která se právě vzpřimovala k obhajobě občanských svobod. Protiklerikální hnutí mělo v Brescii již dlouhé kořeny a v prvních desetiletích 12. století soustřeďovalo své síly k útoku.
Vzdělával se nejprve ve svém rodišti, pak studoval v Miláně teologii a stal se knězem. Později strávil asi tři roky ve Francii, kde byl posluchačem Abélardovým. Po návratu z Francie oblékl roucho mnišské, stal se augustiniánským kanovníkem. Byl plný vzpomínek na odvážné myšlenky Abélardovy a spojil teoretickou kritiku s odbojnou praxí svých rodáků. Začal kázat lidu a žádal vyvlastnění biskupského i klášterního majetku. Vystoupil s požadavkem, aby se církev zřekla světské moci a držení pozemských statků. Mluvil proti kněžskému majetku, proti světské vládě papežů a proti světským zájmům církevní hierarchie vůbec. Volal klérus k jeho duchovním úkolům a na cestu za chudým Kristem, kázal proti nehodným kněžím. Byl rozený tribun lidu a svým přísným asketickým životem i svou výmluvností získal mnoho přívrženců.
Asi deset let putoval v severní Itálii z města do města, jitřil svým kázání lid a podněcoval touhu po návratu církve k jejím prvotním řádům. Brescijský biskup ho zažaloval u II. lateránského koncilu (1139), protože prý tvrdil, že žádný duchovní nebo mnich, který drží statky, nemůže být spasen. Koncil uložil Arnoldovi mlčení a papež Innocenc II. ho jako buřiče vypověděl z Itálie.

### Ve vyhnanství
Arnold tedy opustil Itálii a uchýlil se do Francie ke svému učiteli Abélardovi. Spolu s ním se zúčastnil i jeho boje se svatým Bernardem z Clairvaux. Svatý Bernard prohlašoval o Arnoldovi, že je Abélardův zbrojnoš a tedy buřič. Po odsouzení Abélardova učení na církevní synodě v Sensu (1141) vymohl na králi Ludvíku VII. list, kterým byl Arnold vyhoštěn z Francie. Přesto si Arnold troufal ještě nějakou dobu kázat Pařížanům a snad i hájit svou věc psanými traktáty (nedochovaly se), až ho stihl papežský rozsudek, poroučející, aby byl jako kacíř uvržen do žaláře a spisy jeho spáleny.
Poté uprchl Arnold jako psanec do Curychu. Když jej i tam svatý Bernard vyslídil, odešel roku 1142 do Pasova a příštího roku v doprovodu papežského legáta kardinála Guidona, který byl též žákem Abélardovým, pobýval nejspíše v českých zemích, kam byl legát Guido poslán, aby urovnal rodinný spor v přemyslovském panovnickém rodu. Sotvaže se doneslo k sluchu svatého Bernarda, k jak vlivnému ochránci se Arnold utekl, ihned kardinála Guidona varoval: „Říká se, že Arnoldo, ten netvor s holubičí tváří, ale s dračím ocasem, jehož vyvrhla Brescia, jehož se štítí Řím, jehož zapudila Francie, jehož proklelo Německo a jehož Itálie nechce přijmout, pobývá ve tvé blízkosti. Varuj se, zapřísahám tě, abys svou autoritou kryl jeho škůdnictví."

### Návrat do Itálie
Kardinál Guido de Castello byl však v září 1143 zvolen papežem a přijal jméno Celestýn II. To umožnilo Arnoldovi, aby se v roce 1144 vrátil do Itálie. Celestýn II. sice již v březnu 1144 zemřel, ale Arnold byl přijat na milost papežem Evženem III. a vykonal uložené pokání (1146).
Svých názorů na světskou vládu papežů se však Arnold nevzdal a stal se duší římského republikánského hnutí. Jeho stoupenci prohlásili Konstantinovu donaci za padělek a Arnold vybízel Římany, aby papežovu vládu nad Římem nahradili podle antického vzoru vládou senátu a lidu. Republikáni opanovali město a Arnold se v roce 1147 postavil do čela protipapežského povstání. Papež a jeho dvůr byli na několik let vypuzeni z Říma 
V prosinci 1154 se papežem stal energický Hadrián IV. Neprodleně se obrátil o pomoc ke králi Fridrichu Barbarossovi a ten slíbil, že dosadí papeže znovu za vládce Říma. Papež pak zlomil odpor římského lidu interdiktem a donutil Římany k tomu, že Arnolda z města vypudili. Arnold musel z Říma odejít a nakonec upadl do rukou krále Fridricha. Ten usiloval o císařskou korunovaci v Římě a za slib, že papež korunovaci provede, vydal Arnolda v poutech papežskému legátu. Hadrián IV. pak Fridricha skutečně korunoval (18. 6. 1155). Arnold byl odsouzen k smrti. Popraven byl v Římě roku 1155 (snad v červnu, přesné datum není jisté); nejdříve byl oběšen, pak byla jeho mrtvola spálena a popel byl vhozen do Tibery. 

## Význam, následovníci (arnoldisté)
V hodnocení Arnolda z Brescie nepanuje mezi badateli úplná shoda. Někteří katoličtí autoři ho považují za bludaře, politického agitátora a demagoga. Ze strany protestantské je zdůrazňováno, že Arnold ztělesnil lidový odboj proti zbohatlé a mocensky zbytnělé církvi. Další autoři soudí, že byl italským vlastencem a ideologem měšťanstva.
Stoupenci Arnolda z Brescie působili ještě několik desítek let po jeho smrti. Byli zváni „arnoldisté" a vyslovovali se pro úplné oddělení církve od státu. Papež Lucius III. je považoval za kacíře, církevní synoda ve Veroně (1184) je odsoudila a byli pronásledováni světskou mocí. Drželi se jako ilegální skupina v severoitalských městech, kde pak splynuli s valdenskými.